# 学生会里的宅生活。
《学生会里的宅生活。》是丸美甘以四格漫画形式创作的日本漫畫作品。2008年10月2日起於史克威尔艾尼克斯网络漫画配信网站GANGAN ONLINE上连载中，并在《月刊少年GANGAN》2009年2月号上特别刊登了第1话。

## 故事简介
以不暴露自己是宅的事实为前提，带着让自己变得更出众、更受欢迎为目标的齐藤健干劲十足地加入了学生会。然而当他推开学生会的大门之时，欢迎他的居然是三个女仆装的女生。原来，这里是“超喜欢漫画的学生会”！

## 登场人物

### 奥田高中学生会
目前的成员从会长到顾问老师都是宅，加入学生会的原因也基本上是“学生会好萌”、“精英好萌”、“职位好萌”之类的无厘头理由。平常很少进行正常学生会的活动，日程基本上被各种宅向活动填满。虽然不务正业，却在学生中很有人望——除了新加入的齐藤健和顾问老师梅原帝(有人望)外每个成员都拥有相当数量的FANS。
会长
一之濑兰
二年A组，生日5月5日，血型AB，身高147cm，体重37kg。
富家女，个子娇小，非常不安定的机器人控，偶尔会伪装傲娇状说话，是主导整个学生会宅向活动的核心人物，经常为健和读者说明宅用语。最爱为粉红机器，绘画以机器人爱情为题材的同人志。
因为能轻易看穿健的心事而被怀疑有读心术；有只从孩童时期就陪伴在身边的宠物狗，名字叫做“机械狗”。
因4岁时在浴缸中遇溺而怕水（兰：“都是因为年轻而犯下的错误。”）最後與健的好感度加深,坦言健是重要的人。最終話健要告白的瞬間因為一直被學生會成員亂入而以沒有答案的方式收場。
副会长
菊地秀
二年级，生日10月30日，血型A，身高176cm，体重63kg。
外表很帅却严重毒舌。在外人面前装得像乖猫似的，在学生会里则会原形毕露。只喜好二次元的幼女，对三次元毫无兴趣。
因为在2月14日前后向小孩分发吃不完的巧克力而被称为“二月的圣诞老人”（被健称为“发放巧克力的妖怪”）。永远收不到本命巧克力的“可怜人”。被綾定义为不卖弄千金大小姐受，夏目定义为独占欲强自我主义鬼畜眼镜攻。
据会长说其被设定成迟到的角色，但35话却异常地第一个到达学生会。吊娃娃机的高手，收到过数量惊人的情书和女生的告白。被健承认的官配对象（误极大）
书记
南綾
三年级，生日12月18日，血型O，身高152cm，体重40kg
有名的男性向同人画家。性格很害羞且怕生，但作品的风格却工口得不能再工口。学生会中第二正常的人类，被健认为是学生会中的绿洲，但偶尔也会变成沼泽。味痴，因此厨艺也极具杀手属性，一般都戴着标志性的十字发饰。
会长的老婆（雾），其实是病娇（继续雾），曾脚踩七船的“毒妇”（雾到能见度为零）。BL方面的“肥猪流”（夏目认定），属于健×秀派
会计
夏目沙耶子
三年级，生日8月1日，血型B，身高160cm，体重51kg。
全校女生大众情人，被称作“姐姐大人”。无论是二次元还是三次元都能够接受的非常普通（？）的腐女，看见男人后先决定攻受再决定好感度，能够随时随地妄想男男的CP。
画工很次。会长和綾都是她的正妻（误），属于秀×健派。
副会长
齐藤健
二年C组，生日1月2日，血型O，身高168cm，体重55kg。
本故事的主角，新近加入的学生会副会长，但在一之濑兰认定的学生会排名中仅高于梅原帝。虽然试图隐藏自己是宅的事实，但却被学生会的同仁们看得通透。是这个学生会中最有常识的人类（非重度宅），努力维持着学校的和平（不被学生会破坏）。虽然理论上应该是吐槽角色，但实际上常被其他人吐槽。头上的发卡自认为是个性证明，被綾定义为爱吃醋独占欲强傲娇攻，被夏目定义为不坦率边乖羞边打人傲娇受。明知会长是伪傲娇却因为正中萌穴而喜欢上会长，不过被会长认定喜欢綾……
自称有妹妹一只，但由于66话前从未出场而被一之濑兰认定为“纸上的妹妹”。
最尊敬的人是绫波●，称绫●为老婆。
不知道为什么，普通学生往往无法记住他（“这个学校里的人都中了认不出我的诅咒了吗？”）最後坦承自己是個宅，因為初中時代被歧視的陰影而一直不敢承認。最終話跟蘭告白，但因為學生會成員不斷亂入造成沒有說出來。

顾问老师
梅原帝
最初登场于第16话。
二年C组的班主任。
实际上目前他是唯一愿意当这个学生会顾问的老师。数学老师，外表英俊，却是个重度游戏宅，视游戏高于一切。自称在玩游戏方面无出其右……除了《超级机●人大战》之外。完全不会画画，画新刊的时候只会帮倒忙，因此在学生会赶原稿的时候往往会被扫地出门。

### 新闻部
由于报道健与会长绯闻而陷入麻烦的社团，不过之后成了学生会的本子题材。
部长
樱丘春奈
最初登场于第77话。
二年级
眼镜娘，被綾定义为“假装治愈系的女王”。
副部长
宇佐见昴
最初登场于第77话。
三年级
记忆力很好，很受女孩欢迎。是报道健与会长的绯闻的主犯。
部员
大峰良一
最初登场于第77话。
一年级
绯闻事件的无关人物，却对绯闻事件进行真诚的道歉，并成为学生会的新本子的“祭品”——典型的躺着中枪。

### 一般学生
柴崎正太郎
最初登场于第8话，二年级，生日4月23日，血型O，身高180cm，体重70kg。
健的同班同学，大哥哥式的人物，经常照顾健和裕纪，因而会长称为“家长”。虽然年纪比綾小，却被綾称为“大哥哥”。被夏目认定为腹黑攻（其实是个好人）。
天然旗手（误），被认为会长和夏目比健更适合当（后宫作品）主角。
铃本裕纪
最初登场于第8话，二年级，生日2月10日，血型B，身高172cm，体重60kg。
健的同班同学，被夏目认定为攻受均可傲娇（健少有地认同这一判断）。因为弄坏粉红机器的模型而被会长讨厌，但某种程度上来看二人的关系不错。
喜欢漫画并曾投稿，表面上努力伪装的宅一只。
因为小时候在海中溺水过，因此讨厌水（和会长一样不会游泳，一起受刺激一起溺水，不知不觉间你们的旗立的很完美……）最後被學生會揭開是宅的事實，被拉進學生會擔任雜務一職。
西园寺亚美莉亚
最初登场于第26话。
文化祭中5对5情侣配的参加人员，身材高大的健壮少女，梅原帝的“爱人”。34话再度出现（一格）。
南萱
最初登场于第32话，一年D组，生日12月29日，血型B，身高138cm，体重25kg。
綾的妹妹。严重的天然呆姐控，同姐姐几小时不见就能搞得像10年没见面一样，敌视常和姐姐在一起的健（秀由于只萌二次元未被列入敌视名单）。为了同姐姐有更多的话题努力接触宅知识，却只是半桶水的程度，随时都能搞错宅名词，对不计其数的捏他毫无反应。算术不好，爱哭鬼。外表很像綾，小学生似的身材和呆毛是她和綾的主要区别。
福富千寻
最初登场于40话（但42话才确认姓名），一年D组，生日6月6日，身高157cm，体重46kg。
萱的同班同学兼好友，据称是由萱带入宅的。有代入正在萌的角色的习性（被健吐槽为刚入宅的典型），随时能够重置人物萌属性和记忆（装的）。
喜欢二次元胜于三次元，因为秀的说话方式和外表都很二次元而喜欢菊地秀。曾给他写情书——当时在萌日学院和叫蝉，于是以病娇女的身份写的，海外留学回来之后又向其告白——以三无属性出场，发现秀忘记她之后装作初次告白——这次是“王子”属性（被健吐槽和夏目属性类似）。为了接近秀而意图取代健加入学生会。
菊地秀给福富千寻发的卡：一直粘过来纠缠人（的地方），连日常生活都代入角色刺激人神经（的地方），再加上你对于代入角色把握都不准（的地方），像个尾行犯罪者（的地方）——她仅被“代入角色把握都不准”伤到而已。

### 其他教职员
竹嶋千夏
最初登场于第23话，生日11月20日，血型A，身高162cm，体重49kg。
秀的语文老师兼班主任。喜欢梅原帝，却常被梅原无视，后来发现游戏机就是情敌。
松田司
最初登场于第23话，生日7月29日，血型O，身高175cm，体重65kg。
兰的体育老师兼班主任，棒球队的顾问。喜欢竹岛老师，知道她喜欢梅原。由于被竹岛冷淡对待，常常陷入不如情敌的自卑感中。

### 学校以外
管家
最初登场于第6话。
本名不详，一之濑兰家的管家，长相英俊。十分擅长于讲鬼故事（45话）。
齐藤 康
最初登场于第66话。
健的妹妹。在附近一所升学体制犹如自动扶梯式的女子学校读初中二年级，担任排球社副队长，相貌与健相似身材却比哥哥还高。身为女性却很有绅士风度，比起些许娘化的健来更有男子气概。但实际上笨拙、胆怯、喜欢哥哥。
萌属性远超健的头号尤物（相当雾）

## 出版书籍
| 册数 | 史克威尔艾尼克斯 | 史克威尔艾尼克斯       | 東立出版社    | 東立出版社             |
| 册数 | 发售日期         | ISBN                   | 发售日期      | ISBN                   |
| ---- | ---------------- | ---------------------- | ------------- | ---------------------- |
| 1    | 2009年7月22日    | ISBN 978-4-7575-2614-3 | 2012年4月9日  | ISBN 978-986-10-9306-2 |
| 2    | 2010年2月22日    | ISBN 978-4-7575-2800-0 | 2012年6月14日 | ISBN 978-986-10-9307-9 |
| 3    | 2010年10月22日   | ISBN 978-4-7575-3030-0 | 2012年7月17日 | ISBN 978-986-10-9308-6 |
| 4    | 2011年9月24日    | ISBN 978-4-7575-3377-6 | 2012年9月18日 | ISBN 978-986-10-9309-3 |
| 5    | 2012年8月22日    | ISBN 978-4-7575-3625-8 | 2013年5月28日 | ISBN 978-986-317-702-9 |

## 注脚
1. ↑  作者还著有、[1]、[2][3]等作品